# DN73D
De DN73D (Drum Național 73D of Nationale weg 73D) is een weg in Roemenië. Hij loopt van Argeșelu via Mioveni naar Fântânea. De weg is 49 kilometer lang.